# Furnace Green
Furnace Green är en ort i Storbritannien.   Den ligger i grevskapet West Sussex och riksdelen England, i den södra delen av landet, 40 km söder om huvudstaden London. Furnace Green ligger 74 meter över havet och antalet invånare är 6 737.
Terrängen runt Furnace Green är platt. Runt Furnace Green är det tätbefolkat, med 383 invånare per kvadratkilometer. Närmaste större samhälle är Crawley, 1,2 km nordväst om Furnace Green. I omgivningarna runt Furnace Green växer i huvudsak blandskog.